# Gurbicze
Gurbicze [ɡurˈbit͡ʂɛ] est un village polonais de la gmina de Jaświły dans le powiat de Mońki et dans la voïvodie de Podlachie. 